# Isabel Barreto
Pour les articles homonymes, voir Barreto.
Isabel Barreto de Castro, supposée née à Pontevedra en Espagne ou à Lima en 1568 et morte en 1612, est une exploratrice et navigatrice espagnole, épouse du navigateur Alvaro de Mendaña qu'elle a accompagné dans son dernier voyage. Elle est considérée comme la première femme à avoir obtenu le grade d'amiral dans l'histoire de la navigation espagnole.

## Jeunesse
Selon certaines sources[Lesquelles ?], elle serait la fille de Francisco Barreto, un marin portugais et 18e gouverneur de l'Inde portugaise, dont elle aurait hérité la passion de la navigation.
D'autres historiens[Lesquels ?] affirment que ses parents sont Nuño Rodríguez Barreto, conquistador du Pérou et Mariana de Castro, tous deux nés à Lisbonne. Elle  a trois frères et trois sœurs[réf. nécessaire].
Alors qu'elle est encore enfant, sa famille s'installe au Pérou. Elle y fait la connaissance de Alvaro de Mendaña, chef de plusieurs expéditions dans l'océan Pacifique et découvreur des îles Salomon et des îles Marquises, qu'elle épouse en 1585.

## Expédition aux îles Salomon
De manière assez inhabituelle pour l'époque, elle se joint avec plusieurs autres femmes à l'expédition que son mari organise dans l'océan Pacifique, vers les îles Salomon.
Le départ a lieu le 16 juin 1595 pour les 4 navires et les 378 personnes qui participent au voyage. 280 soldats sont présents à bord des différents navires, mais aussi les trois frères d'Isabel, et le chroniqueur portugais Pedro Fernández de Quirós.
Leur première découverte sera celle des îles Marquises, que Mendaña baptise ainsi en l'honneur de son protecteur García Hurtado de Mendoza, marquis de Cañete.
Ils atteignent ensuite les îles Santa Cruz, un groupe d'îles faisant partie des îles Salomon. Mendaña, atteint de malaria, tombe gravement malade et y meurt le 18 octobre. Avant de mourir, il nomme Isabel gouverneur à terre, et Lorenzo, l'un de ses frères de son épouse, amiral de l'expédition. Mais Lorenzo meurt quelques jours plus tard, et Isabel prend le commandement de l'expédition.
L'assassinat du chef indigène Malope provoque une révolte chez les habitants des îles, et l'expédition est forcée de quitter les lieux. Isabel prend la route des Philippines, où ils arrivent le 15 février 1596.
D'après les chroniques[Lesquelles ?], plusieurs marins sont pendus durant le trajet en raison d'actes de désobéissance, sur ordre d'Isabel.

## Dernières années
Aux Philippines, elle épouse la même année le général Fernando de Castro, chevalier de l'ordre de Saint Jacques. En 1597, ils organisent tous les deux une nouvelle expédition qui les emmène d'abord à Acapulco au Mexique, puis en Argentine, où ils vivent durant plusieurs années.
Ils retournent ensuite au Pérou où, selon certains historiens[Lesquels ?], Isabel meurt en 1612, puis est enterrée à Castrovirreyna.
D'autres historiens[Lesquels ?] affirment qu'elle est retournée en Espagne pour revendiquer ses droits sur les îles Salomon et qu'elle est morte dans sa Galice natale.